# Şadi Yusufoğlu
Şadi Yusufoğlu (* 10. Mai 1987) ist ein türkischer Biathlet.
Şadi Yusufoğlu gehört zur ersten Gruppe türkischer Biathleten, die seit Ende des ersten 2000er-Jahrzehnts auch international antreten. Sein erstes internationales Rennen bestritt er 2010 im Rahmen des IBU-Cups in Altenberg. Ursprünglich kam er um den 80. Platz ins Ziel, wurde aber wie alle türkischen Läufer am Ende disqualifiziert. Das nächste Rennen bestritt er schon im Rahmen der Biathlon-Europameisterschaften 2010 in Otepää, wo er neben Elif Aşkın bei den Frauen der erste türkische Starter bei einem Biathlon-Großereignis wurde. In seinen beiden Rennen belegte er jeweils abgeschlagen die letzten Plätze. Im Einzel kam er auf dem 65., im Sprint auf den 70. Platz.